# Gibbs fenomen

En syntetiserad fyrkantvåg där Gibbs fenomen vid övergångarna blir tydligare när fler harmonier läggs till.

Gibbs fenomen beskriver hur diskontinuerliga signaler aldrig kan uttryckas som serier av harmoniska vågor utan att få översläng kring diskontinuiteterna. En fyrkantvåg kommer exempelvis alltid att slå över oavsett hur många vågor som används i Fourierserien.
Fenomenet är namngivet efter den amerikanske fysikern J. Willard Gibbs.

## Överslängens storlek
Man kan visa att överslängen av en fyrkantvåg uttryckt som en Fourierserie är:
{\displaystyle {\frac {1}{\pi }}\int _{0}^{\pi }{\frac {\sin t}{t}}\,\mathrm {d} t-{\frac {1}{2}}\approx 0{,}08949.}
Överslängens storlek är med andra ord ungefär 9 procent av språngets storlek.